# Hugo Olsson (konstnär)
Karl Hugo Olsson, född 16 augusti 1905 i Ronneby, död 31 januari 1990 i Grundsund, var en svensk målare.
Han var son till lantbrukaren Johan August Olsson och Sofia Pettersson och från 1946 gift med modisten Astrid Teresia Junell. Olsson var som konstnär huvudsakligen autodidakt. Separat ställde han ut i Karlskrona 1952 och tillsammans med Svante Kede ställde han ut i Uddevalla 1953. Hans konst består av stilleben och landskapsmålningar utförda i olja eller pastell.